# Satoshi Shinpo
Satoshi Shinpo (jap. 新保 鋭 Shinpo Satoshi;  * 26. Oktober 1941 in Sapporo; † 31. Mai 2005 ebenda) war ein japanischer Eisschnellläufer.
Shinpo wurde im Jahr 1963 japanischer Meister im Großen Vierkampf und nahm in der Saison 1962/63 sowie 1963/64 an internationalen Wettbewerben teil. Dabei kam er bei der Mehrkampfweltmeisterschaft 1963 in Karuizawa auf den 27. Platz im Großen Vierkampf. In der Saison 1963/64 belegte er bei der Mehrkampfweltmeisterschaft 1964 in Helsinki den 28. Platz im Großen Vierkampf und bei den Olympischen Winterspielen 1964 in Innsbruck den 41. Platz über 500 m, den 34. Rang über 1500 m, den 24. Platz über 10.000 m sowie den 23. Platz über 5000 m.

## Persönliche Bestzeiten
| Disziplin | Zeit        | Datum            | Ort       |
| --------- | ----------- | ---------------- | --------- |
| 500 m     | 43,8 s      | 24. Februar 1963 | Karuizawa |
| 1500 m    | 2:15,3 min  | 24. Februar 1963 | Karuizawa |
| 3000 m    | 4:46,0 min  | 12. Februar 1964 | Oslo      |
| 5000 m    | 8:12,2 min  | 24. Februar 1963 | Karuizawa |
| 10.000 m  | 16:44,7 min | 24. Februar 1963 | Karuizawa |